# Joel Rosenberg

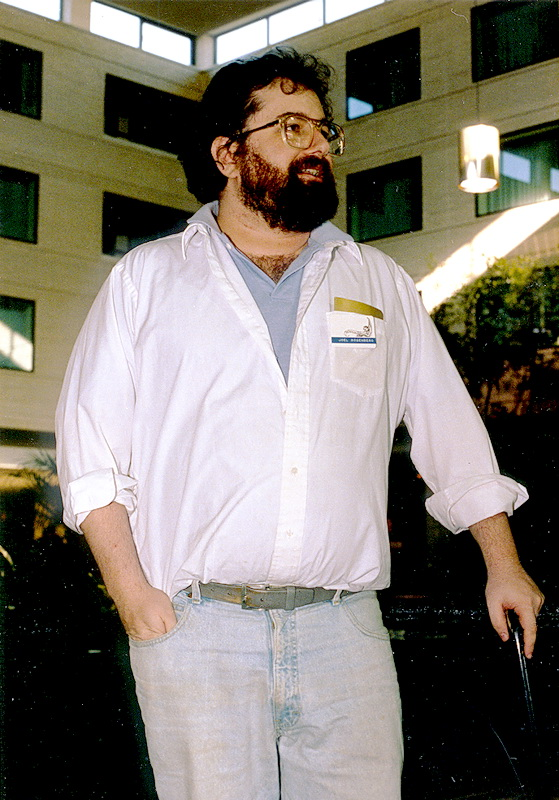
Rosenberg in 1987

Joel Rosenberg (1 mei 1954 - 2 juni 2011) was een Canadees-Amerikaans schrijver van sciencefiction en fantasy, vooral bekend van Guardians of the Flame. Rosenberg was activist voor het recht op wapenbezit. Hij was tevens de oudste broer van Miami Herald-journalist Carol Rosenberg. 

## Carrière
Rosenberg begon met schrijven in 1978. Zijn eerste gepubliceerde fictie betrof Like the Gentle Rains, dat verscheen in het Isaac Asimov's Science Fiction Magazine in 1982. Het volgende jaar verscheen zijn eerste boek, The Sleeping Dragon, het eerste deel in de serie Guardians of the Flame. Deze reeks plaatst een groep studenten in een role playing fantasywereld. 
Niet alleen was Rosenberg een schrijver van fantasy, hij publiceerde ook verschillende boeken in het sciencefictiongenre. In 1984 verscheen van hem Ties of Blood and Silver en in 1986 Emile and the Dutchman. Later verschenen ook Not for Glory (1988) en Hero (1990). 
In latere jaren heeft Rosenberg zich toegelegd op mysteries, waaronder Home Front, het eerste deel in de dossiers van Sparky Hemingway (2003). Het tweede deel, Family Matters, verscheen in 2004.

## Overlijden
Rosenberg overleed op 2 juni 2011 na een acute depressie aan de luchtwegen, die een hartaanval tot gevolg had, samen met schade aan de hersenen en de uitval van belangrijke organen. Zijn vrouw, Felicia G. Herman, schreef op haar blog: "In samenhang met zijn wensen, wil hij weer leven geven aan anderen door het afstaan van zijn organen en weefsels. Vandaag (3 juni) zou onze 32ste huwelijksverjaardag zijn geweest."

### Guardians of the Flame
- 1983 - The Sleeping Dragon
- 1984 - The Sword and the Chain
- 1985 - The Silver Crown
- 1987 - The Heir Apparent
- 1988 - The Warrior Lives
- 1991 - The Road to Ehvenor
- 1995 - The Road Home
- 1999 - Not Exactly the Three Musketeers
- 2001 - Not Quite Scaramouche
- 2003 - Not Really the Prisoner of Zenda

### Keepers of the Hidden Ways
- 1995 - The Fire Duke
- 1996 - The Silver Stone
- 1998 - The Crimson Sky

### Thousand Worlds
- 1984 - Ties of Blood and Silver
- 1985 - Emile and the Dutchman
- 1988 - Not for Glory
- 1990 - Hero

### D'Shai
- 1991 - D'Shai
- 1994 - Hour of the Octopus

Deze serie bevat ook een ongepubliceerd deel genaamd The Last Assassin

### Mordred's Heirs
- 2004 - Paladins
- 2006 - Knight Moves

### Sparky Hemingway
- 2003 - Home Front
- 2004 - Family Matters'

### RiftWar
- 2003 - Murder in LaMut: Legneds of the Riftwar, Book II (in samenwerking met Raymond E. Feist)